# Gary Ross
Gary Ross (Los Angeles, 3 november 1956) is een Amerikaans filmregisseur en scenarioschrijver. Hij werd genomineerd voor de Academy Award voor beste script in 1988 (voor Big) en 1993 (voor Dave) en zowel voor die voor beste script als die voor beste film in 2003 (voor Seabiscuit). Meer dan vijf andere prijzen kreeg hij daadwerkelijk toegekend, waaronder een Saturn Award voor Big en een Golden Satellite Award voor Pleasantville.
Ross is getrouwd met Allison Thomas, die als producente meewerkte aan Pleasantville, Seabiscuit en The Tale of Despereaux. Hij is een zoon van de in november 2008 overleden scenarioschrijver Arthur A. Ross, die onder meer Creature from the Black Lagoon en The Creature Walks Among Us schreef. Ross werkte als schrijver en producent mee aan een remake van zijn vaders Creature from the Black Lagoon, die in 2011 in première had moeten gaan.

## Filmografie

### Regisseur
- Free State of Jones (2016)
- The Hunger Games (2012)
- Seabiscuit (2003)
- Pleasantville (1998)

### Scenarioschrijver
- The Hunger Games (2012)
- The Tale of Despereaux (2008)
- Seabiscuit (2003)
- Pleasantville (1998)
- Lassie (1994)
- Dave (1993)
- Mr. Baseball (1992)
- Big (1988)

### Producent
- The Tale of Despereaux (2008)
- Seabiscuit (2003)
- Pleasantville (1998)
- Trial and Error (1997)
- Big (1988)

- Biblioteca Nacional de España: XX1287940
- Bibliothèque nationale de France: cb14056287n (data)
- Gemeinsame Normdatei: 14222488X
- International Standard Name Identifier: 0000 0001 0880 2540
- Library of Congress Control Number: no99024962
- Nationale Bibliotheek van Tsjechië: xx0189854
- Nationale Bibliotheek van Israël: 987007325756005171
- SNAC: w6vt2czq
- Système universitaire de documentation: 128708816
- Virtual International Authority File: 24804939
- WorldCat: E39PBJfmvbDrywTJHM4ybwYpT3